# Hermann Gödel-Lannoy
Hermann Gödel-Lannoy (7. dubna 1820 Maribor – 21. května 1892 Maribor) byl rakouský státní úředník, šlechtic a politik slovinské národnosti, v 2. polovině 19. století poslanec Říšské rady ze Štýrska.

## Biografie
Působil jako dvorní rada a statkář ve Vídni.
Jeho otcem byl úředník krajského úřadu Franz Salis Gödel. Hermann vystudoval gymnázium v Mariboru a potom studoval práva na Univerzitě ve Štýrském Hradci, Padovské univerzitě a Vídeňské univerzitě, kde byl promován na doktora práv a filozofie. Působil pak ve státních službách v Dalmácii. V roce 1848 byl jmenován okresním soudcem v Koperu, roku 1850 radou finanční prokuratury v Terstu. Potom přešel do Pešti a od roku 1854 pracoval na finanční prokuratuře v Prešpurku. V roce 1858 přešel na finanční prokuraturu do Benátek.
Během války v roce 1866 se účastnil tažení jižní rakouské armády a byl vyjednavačem mezi arcivévodou Albrechtem a italskou vládou. Za zásluhy během této války mu byl udělen Řád železné koruny. Později byl povýšen do baronského stavu.
Po válce se vrátil na finanční prokuraturu, nyní v Dolních Rakousích. Do penze odešel roku 1880, podle jiného zdroje až roku 1882. Při té příležitosti obdržel Císařský rakouský řád Leopoldův. V Mariboru si postavil velký palác. Od roku 1843 byla jeho manželkou Clementine von Sirk, dcera soudního prezidenta Karla von Sirka. Měli tři děti, které ale zemřely v mládí. Baron Gödel-Lannoy proto adoptoval svého synovce
Byl politicky aktivní. Od roku 1878 byl poslancem Štýrského zemského sněmu za kurii venkovských obcí, obvod Maribor. Roku 1884 se stal náměstkem zemského hejtmana (předsedy sněmu a zemské samosprávy).
Působil taky jako poslanec Říšské rady (celostátního parlamentu Předlitavska), kam nastoupil ve volbách roku 1879 za kurii venkovských obcí v Štýrsku, obvod Maribor, Slovenske Konjice, Slovenj Gradec atd. Mandát zde obhájil ve volbách roku 1885. V říjnu 1879 se stal druhým místopředsedou Poslanecké sněmovny Říšské rady. Ve volebním období 1879–1885 se uvádí jako baron Hermann Gödel-Lannoy, druhý místopředseda poslanecké sněmovny a statkář, bytem Vídeň. Na Říšské radě předsedal železničnímu a imunitnímu výboru. Zasadil se o výstavbu železniční trati Celje–Dravograd.
Po volbách roku 1879 se uvádí jako slovinský národní poslanec. Ohledně jeho etnicity se ale zdroje rozcházejí. V předvolebním přehledu v roce 1879 uvádí český tisk, že byl navržen do Říšské rady slovinským volebním výborem, přičemž baron Gödel-Lannoy při této příležitosti prohlásil, že je rodem Slovinec. V roce 1882 je ale v témže listu zmiňován jako Němec, třebaže zastupuje slovinský volební obvod. Slovinský biografický lexikon ho uvádí jako politika nominovaného slovinskou národní konzervativní stranou, který byl sice primárně orientován provládně, ale byl Slovincem. Na Říšské radě patřil do konzervativního Hohenwartova klubu (tzv. Strana práva), jenž sdružoval německorakouské i neněmecké konzervativce a federalisty. V roce 1890 se ovšem už uvádí jako poslanec bez klubové příslušnosti.
Zemřel náhle v květnu 1892 na srdeční mrtvici. Pohřeb se konal v Mariboru za velké účasti veřejnosti.